# ايفان براون
ايفان براون (بالإنجليزية: Evan Brown)‏ (1 مايو 1987 رالي الولايات المتحدة - ) هو لاعب كرة قدم أمريكي يلعب كمدافع.